# Dreamy Dud Has a Laugh on the Boss
Dreamy Dud Has a Laugh on the Boss è un cortometraggio muto di animazione del 1916 scritto, prodotto e diretto da Wallace A. Carlson, un animatore che lavorava per la casa di produzione di Chicago Essanay Film Manufacturing Company.

## Produzione
Il film fu prodotto dalla Essanay Film Manufacturing Company.

## Distribuzione
Distribuito dalla General Film Company, il film - un cortometraggio in una bobina - uscì nelle sale cinematografiche USA il 27 settembre 1916.